# حسن أباد (غرمسار كرمان)
حسن أباد (بالإنجليزية: Hasanabad, Jebalbarez-e Jonubi)‏ هي منطقة سكنية تقع في إيران في قسم مردهك الریفي. يقدر عدد سكانها بـ 19 نسمة .